# Метрополітен Торонто
Метрополітен Торонто (англ. Toronto subway) — система ліній метрополітену в місті Торонто (Канада). Перший канадський метрополітен, який був зданий в експлуатацію у 1954 році.

## Історія
Будівництво метрополітену почалося 8 вересня 1949 року.

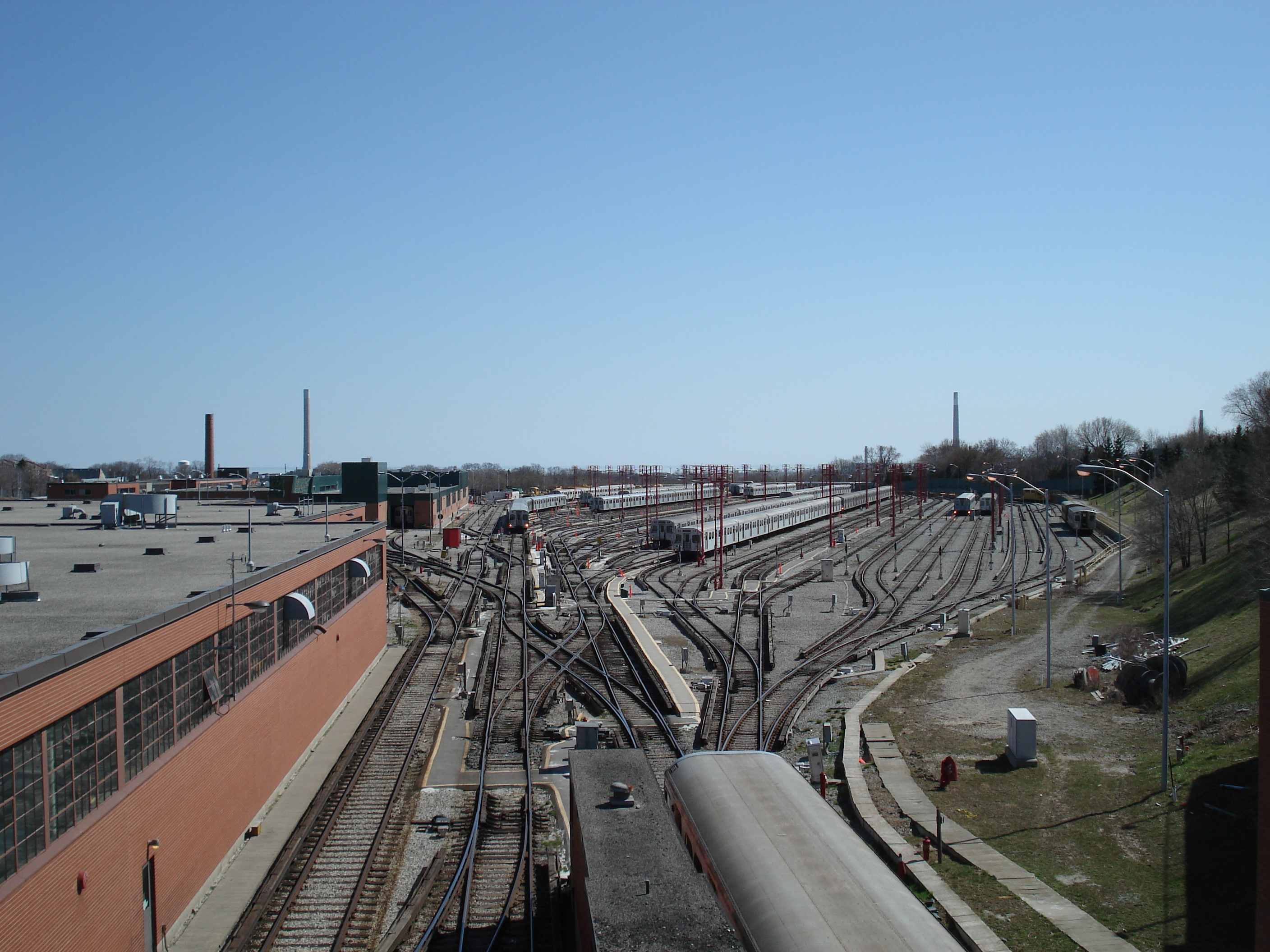
Електродепо «GREENWOODYARD»

### Хронологія розвитку системи
- 30 березня 1954 — відкриття початкової ділянки «Eglinton»—"Union" Жовтої лінії, з 12 станцій та 7,4 км.
- 28 лютого 1963 — розширення Жовтої лінії на 6 станцій, ділянка «Union»—"St.George".
- 26 лютого 1966 — відкриття початкової ділянки Зеленої лінії «Кїл»-«Вудбайн» з 20 станцій.
- 11 травня 1968 — розширення Зеленої лінії в обидва боки, ділянка «Кїл»-«Ізлінґтон» на 6 станції та ділянка «Вудбайн»—"Ворден" на 3 станції.
- 31 березня 1973 — розширення Жовтої лінії на 2 станції, ділянка «Eglinton»—"York Mills".
- 30 березня 1974 — розширення Жовтої лінії на 2 станції, ділянка «York Mills»—"Finch".
- 28 січня 1978 — розширення Жовтої лінії на 8 станцій, ділянка «St.George»—"Wilson".
- 22 листопада 1980 — розширення Зеленої лінії в обидва боки на 1 станцію, «Кіплінґ» на заході та «Кеннеді» на сході.
- 24 травня 1985 — відкрилася Третя лінія.
- 18 січня 1987 — на діючій ділянці Жовтої лінії відкрилася станція «North York Centre».
- 31 березня 1996 — розширення Жовтої лінії на 1 станцію, ділянка «Wilson»—"Sheppard West".
- 24 листопада 2002 — відкрилася Четверта лінія.
- 17 грудня 2017 — розширення Жовтої лінії на 6 станцій, ділянка «Sheppard West»—"Vaughan Metropolitan Centre".

## Лінії
На лініях 1 та 2 використовуються шестивагонні потяги, на лініях 3 та 4 — чотиривагонні.
| №                        | Дата відкриття    | Останнє продовження | Кількість станцій | Кінцеві станції                  | Довжина в км | Кількість підземних станцій | Ширина колії |
| ------------------------ | ----------------- | ------------------- | ----------------- | -------------------------------- | ------------ | --------------------------- | ------------ |
| Лінія 1 Yonge–University | 30 березня 1954   | 2017                | 38                | «Вон-Метрополітан-Сентер»—«Фінч» | 38,8         | 31                          | 1495 мм      |
| Друга лінія              | 26 лютого 1966    | 1980                | 31                | «Кіплінг»-«Кеннеді»              | 26,2         | 25                          | 1495 мм      |
| Третя лінія              | 24 травня 1985    | —                   | 6                 | «Кеннеді»—«МакКован»             | 6,4          | —                           | 1435 мм      |
| Четверта лінія           | 24 листопада 2002 | —                   | 5                 | «Шепард-Янґ»—«Дон-Мілз»          | 5,5          | 5                           | 1495 мм      |

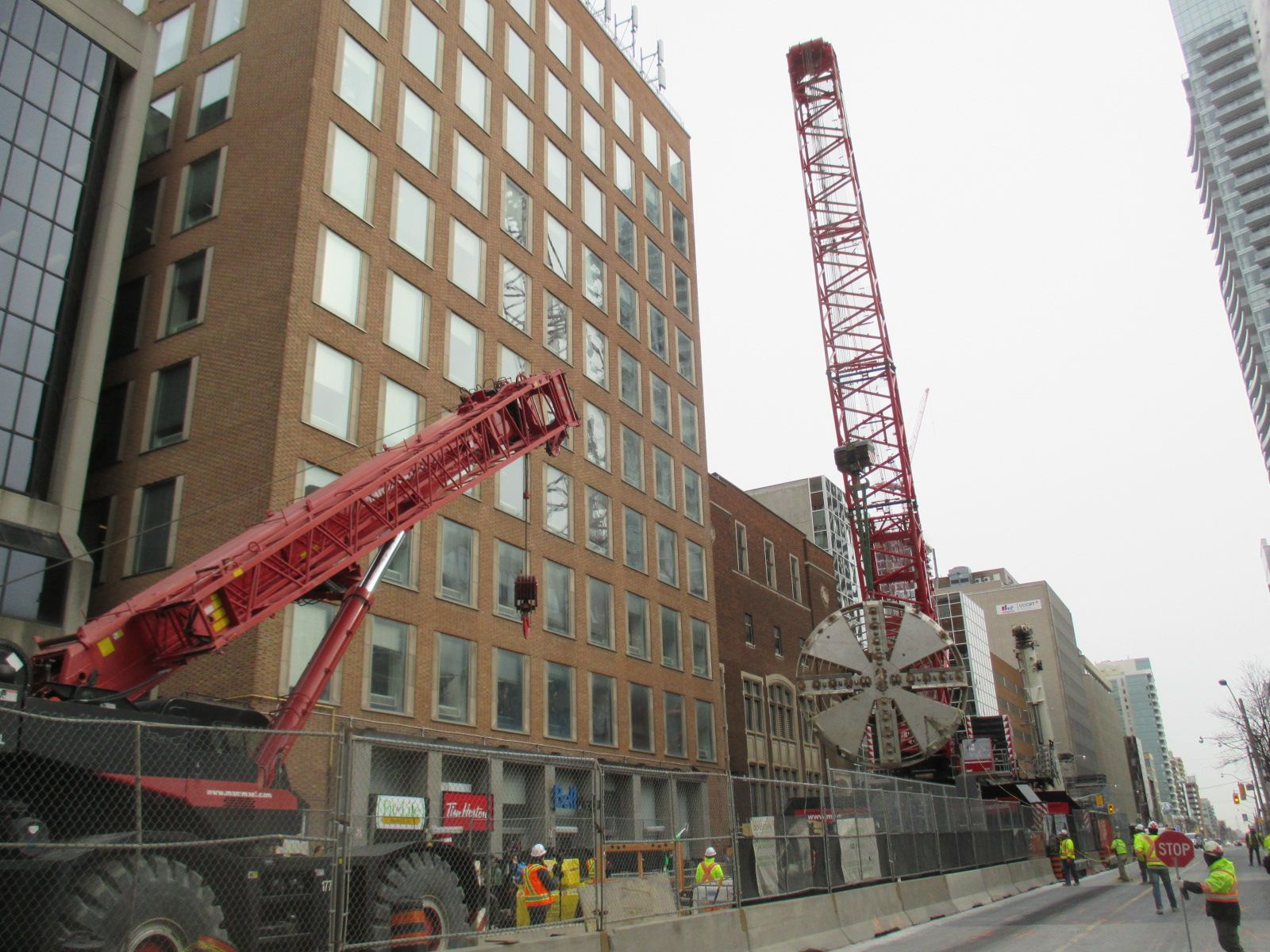
Будівництво П'ятої лінії

## Розвиток
- На початок 2018 року в місті будується нова Лінія 5 Eglinton, лінія складатиметься з 25 станцій (14 підземних) та 19 км. Відкрити лінію планують у 2021 році. На лінії буде використана стандартна ширина колії та потяги що живляться від повітряної контактної мережі.
- До 2025 року всі станції мають бути обладнані ліфтами, що зробить їх доступними для людей з обмеженими можливостями.

## Режим роботи
Метрополітен працює з 06:00 до 01:30. Інтервал руху від 2-3 хвилин в годину пік до 6 хвилин ввечері.

## Галерея

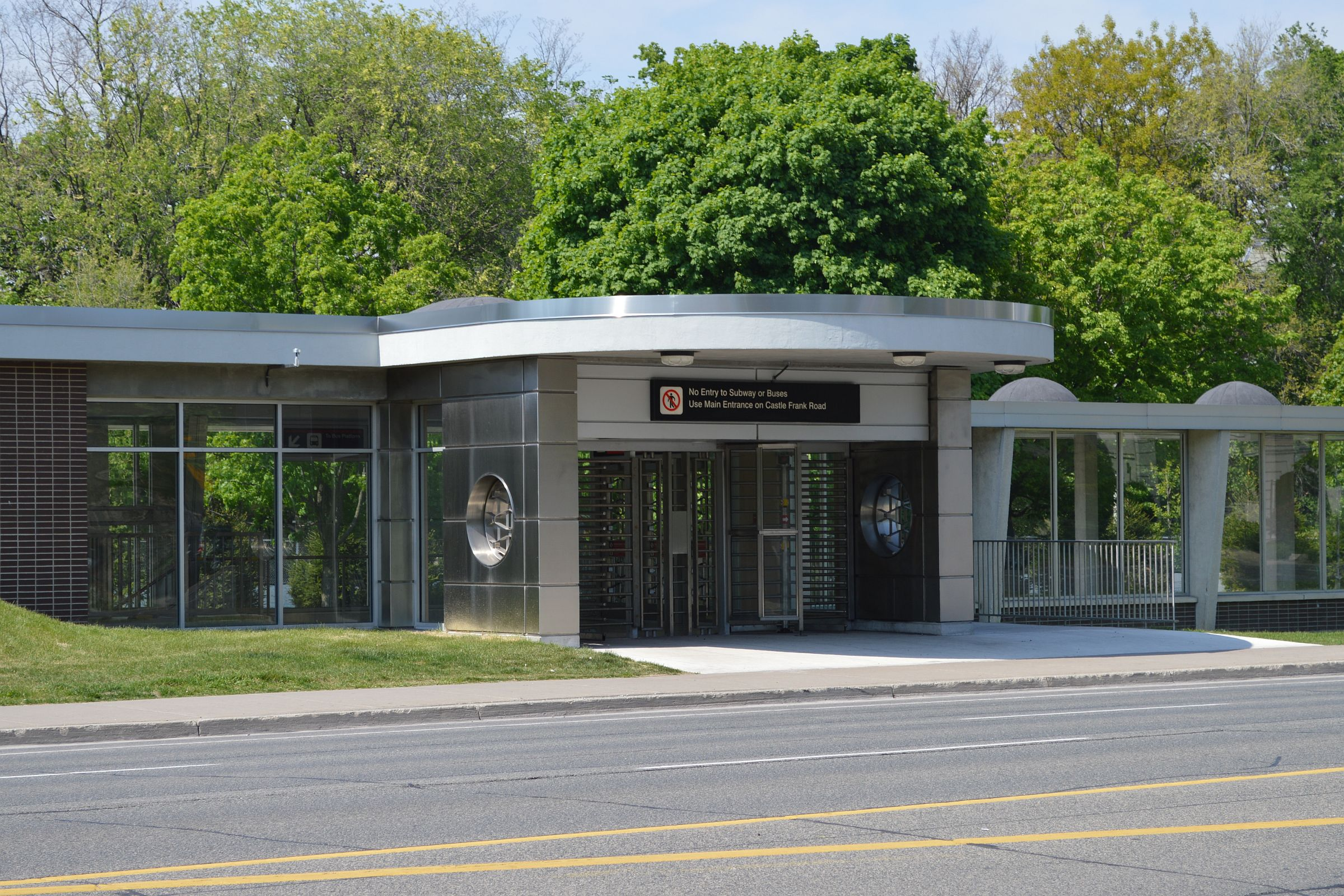
Вихід зі станції «Кесл-Франк»
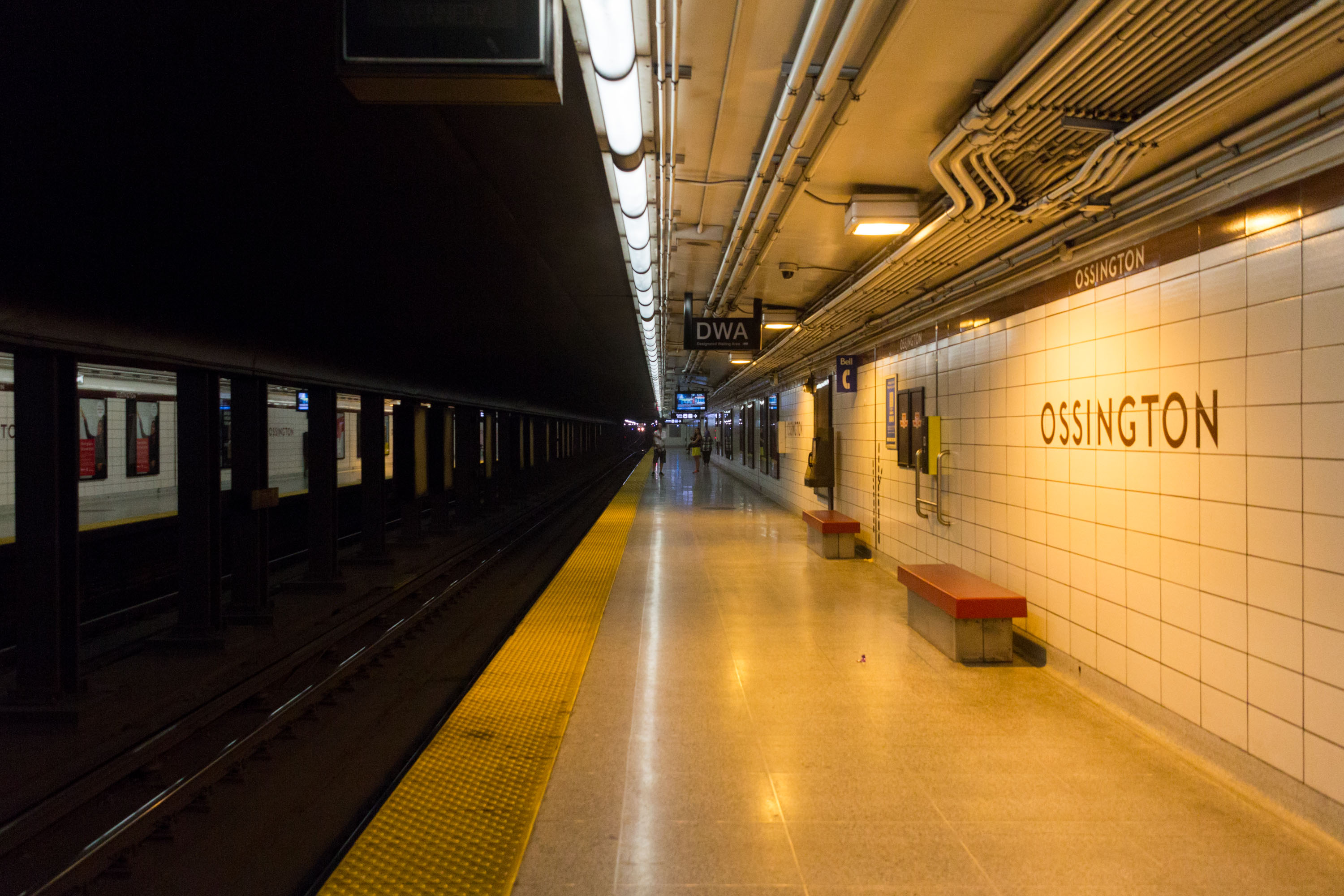
Берегові платформи на станції «Оссінґтон»
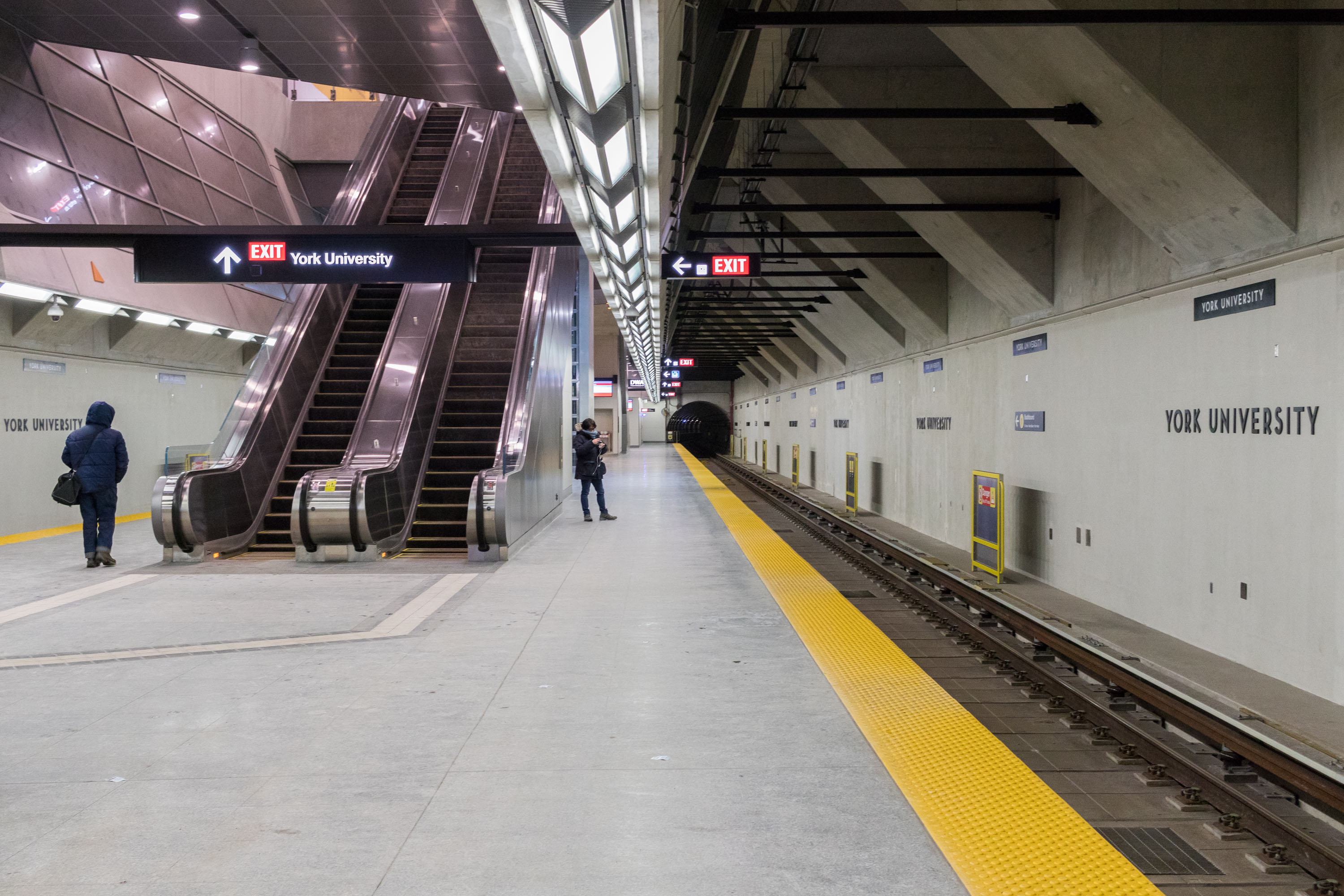
Платформа станції «Університет Йорк»
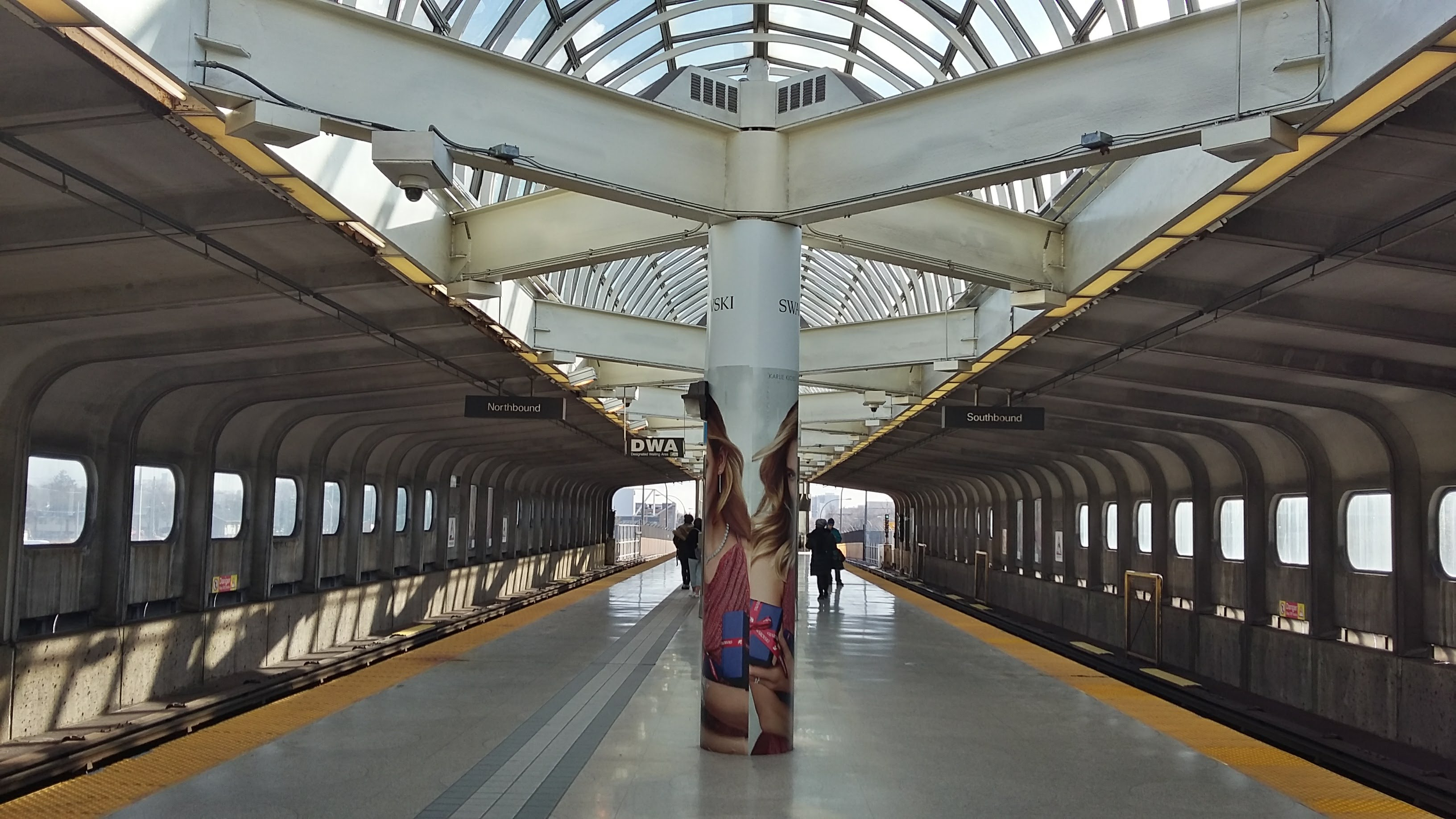
Платформа станції «Йоркдейл»
Потяг на станції «Кіплінґ»
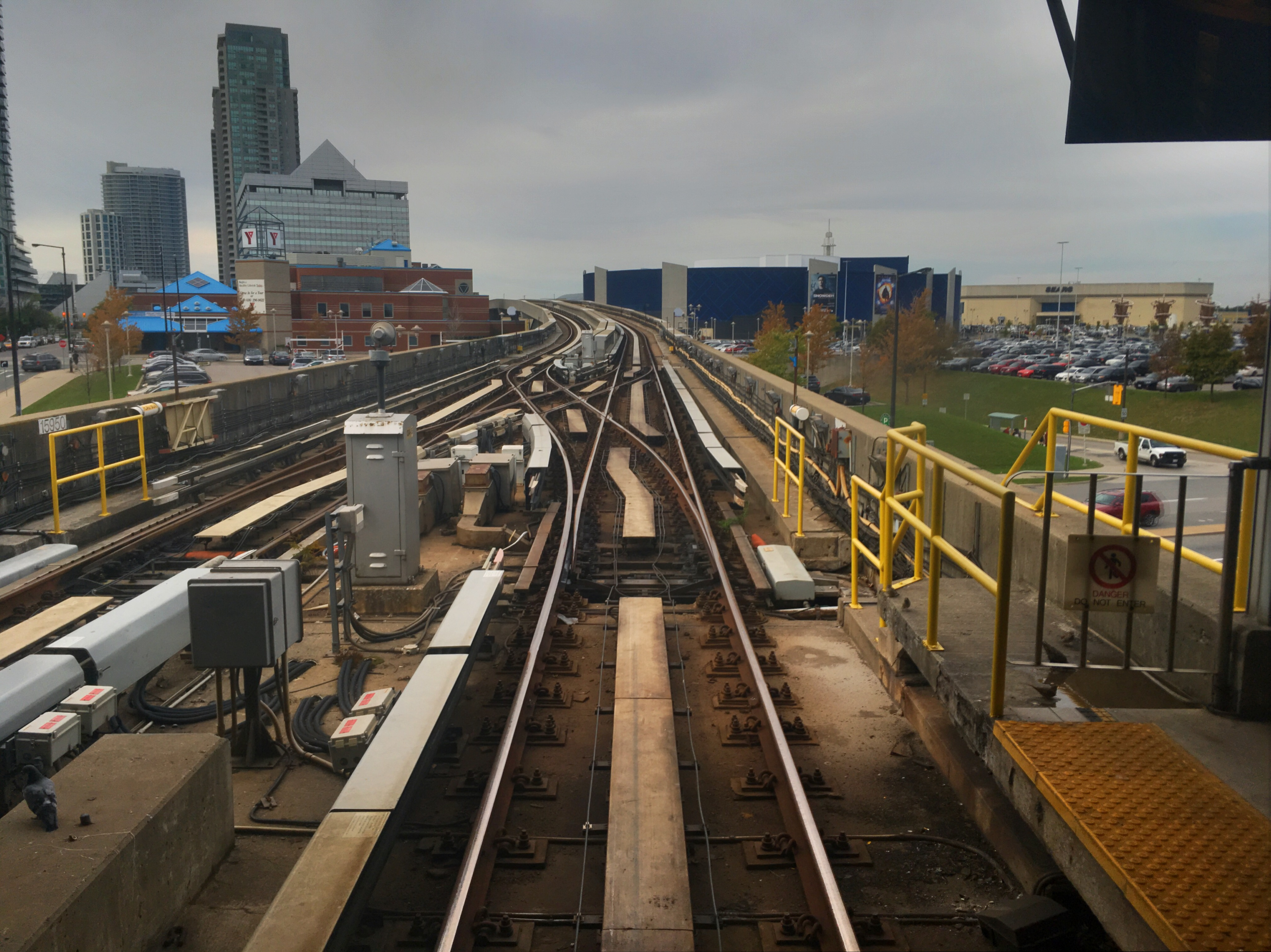
Естакадна ділянка біля станції «МакКован»
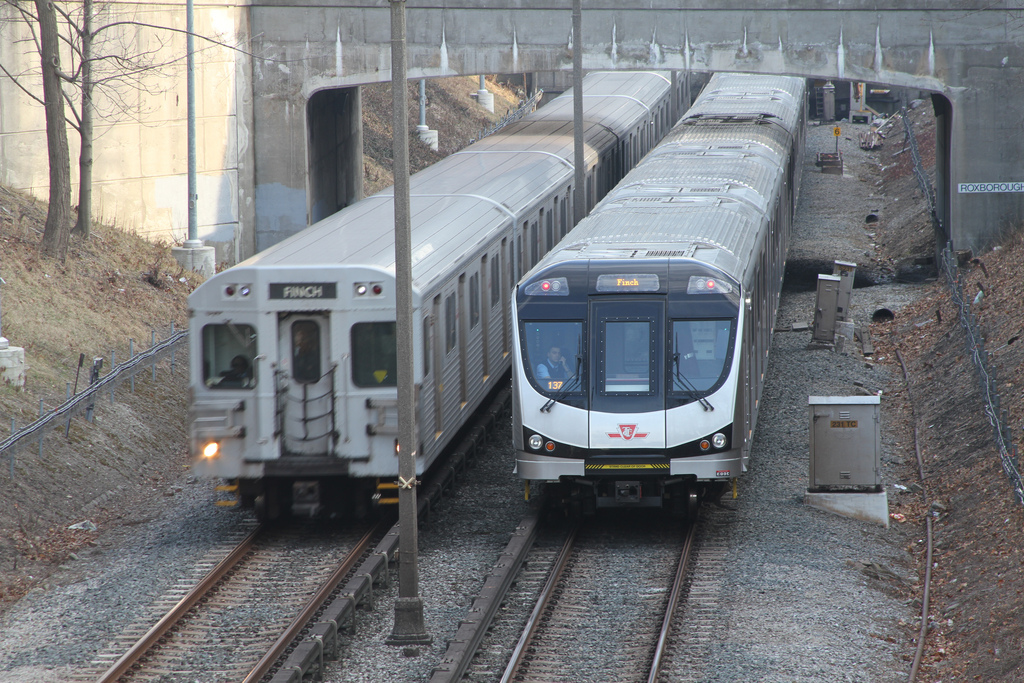
Старий та сучасний рухомий склад
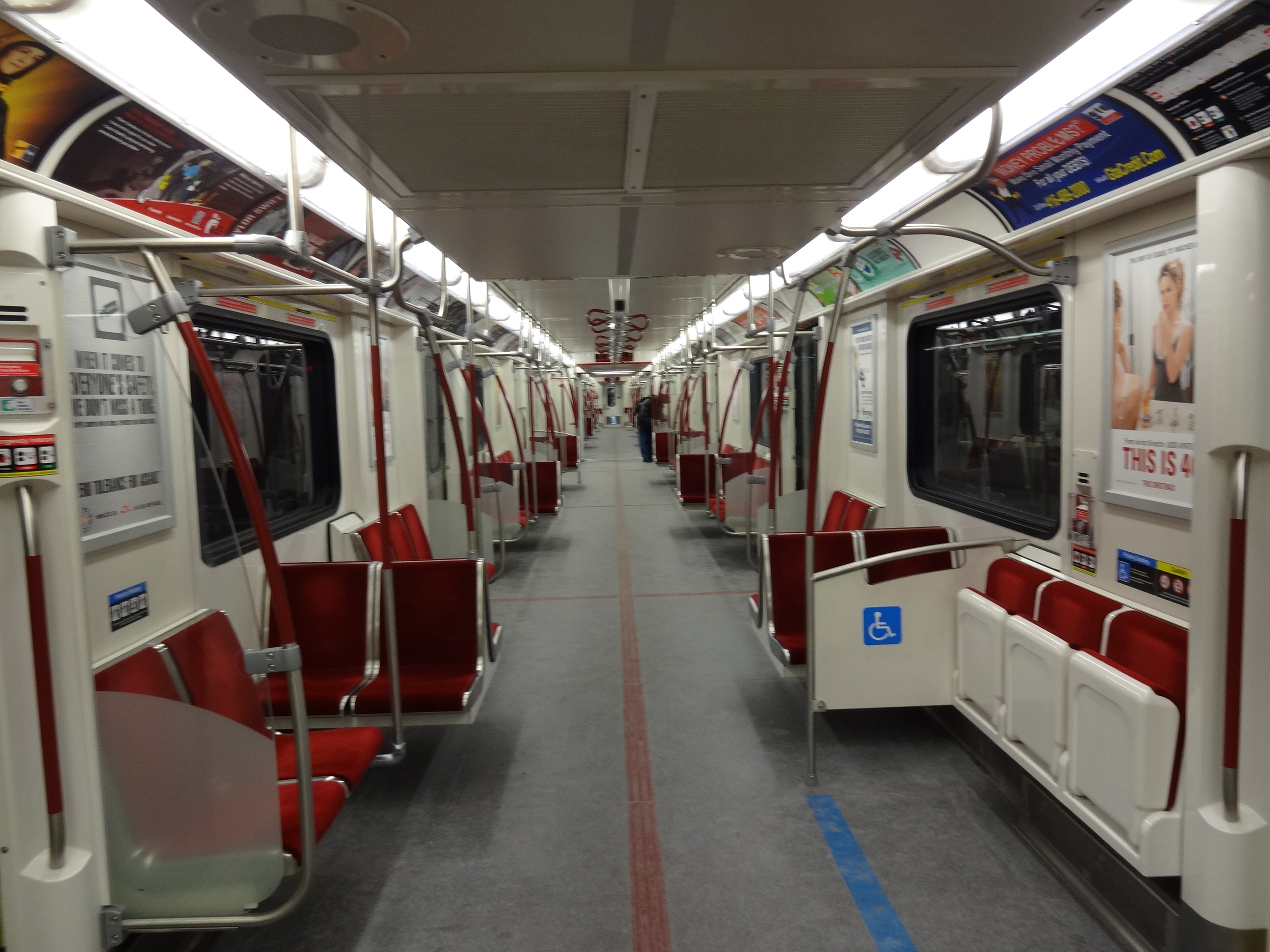
Всередині сучасного вагона